# Evarcha acuta
Evarcha acuta là một loài nhện trong họ Salticidae.
Loài này thuộc chi Evarcha. Evarcha acuta được Wanda Wesołowska miêu tả năm 2006.